# 無主物先占
無主物先占（むしゅぶつせんせん）とは、所有者のない動産（無主の動産）を所有の意思をもって占有することによって所有権を取得すること（民法第239条1項）。
「所有者のない動産」とは現に何人の所有にも属していない動産をいう。野生の鳥獣や海洋の魚介などがこれにあたる。川や海などの魚を釣り上げた場合などがその例である。
雇用契約に基づいて漁獲するような場合には個々の従業員は会社の占有機関であるから、漁獲によって会社が漁獲物の所有権を取得する。
漁業法や狩猟法では漁業権などに基づき種々の制限が加えられており、違反行為には一定の制裁も設けられている。ただし、これらは私法上の効果とは直接的には関係しない。違反行為により得た財産の押収、没収等はあくまでも違反者が占有し取得したことを前提とした制裁的処分であり、密漁猟者であってもいったん漁猟者が無主物先占により所有権を取得する事に影響は及ばない（例えば法令による押収など以外の方法で密漁猟者から獲物を窃取した場合、窃盗など所有権侵害となる）。
なお、所有者が存在しない不動産は国庫の所有に属する（同条2項）。これは「無主の不動産は存在しない」という意味に等しく、不動産の無主物先占を否定する趣旨である。